# 阿尔伯特·卢克
阿尔伯特·卢克（Albert Luque，1979年3月11日—）是一名西班牙足球運動員，可擔任前鋒或翼鋒，現時效力西甲球會馬拉加。

## 生平
盧基是巴塞隆拿的球迷，他的足球事業亦從愛隊開始。盧基在巴塞隆拿接受訓練，並在巴塞隆拿B隊比賽，但直至他20歲的時候，他被巴塞隆拿放棄。1998年，馬略卡決定接收盧基，把他納入馬略卡B隊。1999年，球會把他外借至馬拉加，期間表現出色，最終令馬略卡決定把他回收並升上一隊。2000-01西甲賽季，盧基為球會射入9個進球，助球隊首度成為西甲第三名，獲得2001/02賽季歐洲冠軍聯賽的第三圈資格賽參賽資格。第三圈資格賽對克羅地亞球會夏德，首回合以1-0落敗，次回合憑盧基在加時賽的進球，助馬略卡成功出線。
2002年，盧基轉會至拉科魯尼亞，轉會費1500萬歐元。在拉科的首個賽季，盧基對前球會馬拉加射入一球倒掛，全季他射入12球，而且很多都是在替補上場時打入的。
2003/04賽季盧基成為了拉科的主力球員，在歐冠賽事中對洛辛堡射入致勝入球，在對PSV燕豪芬、祖雲達斯和AC米蘭的比賽中亦射入一些重要入球，最終帶領球隊進入準決賽，可惜敗於該屆冠軍波圖腳下。在西甲聯賽，盧基亦射入了11球。
2005年8月，盧基決定離開西班牙，轉投英格蘭的紐卡素足球會，轉會費1400萬歐元（950萬英鎊），簽訂5年合約，穿上7號球衣。盧基在對曼聯的聯賽中首次亮相，射入了一球，可惜因越位而作廢。其後對富咸的聯賽，盧基的腿後腱受傷。
2007年1月轉會窗，盧基與PSV燕豪芬連繫，希望能以外借形式效力該荷甲球會，但交易最終失敗，有傳是盧基要求的薪俸過高。
2007年6月23日，新任紐卡素主教練艾拿戴斯表示會給予盧基足夠的機會去表現自己。但是，盧基的7號球衣卻保不住，給了新加盟的祖爾·巴頓。最終，該季盧基改穿19號球衣。
2007年7月26日，盧基在對些路迪的友誼賽中射入兩球，對祖雲達斯的友賽再射入一球。2007年8月，據報章報導阿積士已同意盧基的轉會費用。
2007年8月25日，荷蘭的阿積士決定簽下盧基，合約至2010年9月25日，盧基首次代表球隊進球並梅開二度，對手是VVV芬洛，但他其後受傷離場。盧基在2007年11月對飛燕諾的賽事復出，但他卻在半場休息時在更衣室與隊友路易斯·蘇亞雷斯口角，令主教練阿德里·科斯特爾（Adrie Koster）在下半場前把兩人換出。其後，盧基在阿積士的地位日漸下降，上陣機會大減。在9月1日轉會限期前，盧基趕及與馬拉加簽訂一年租借合約，重返已經離開了九年的安達盧西亞，穿上5號球衣。

## 國際賽
盧基曾代表西班牙參加2000年悉尼奧運，贏得銀牌。
經過在馬略卡的出色表現，盧基被召入國家隊參加2002年世界盃足球賽，在2002年6月12日對南非的B組小組賽中替補上場，助球隊以3-2獲勝。在十六強對愛爾蘭的賽事中，盧基再獲替補上場。
2004年歐洲足球錦標賽中，盧基在對主辦國葡萄牙的賽事中替補上場，但西班牙仍以1-0落敗。最終西班牙僅排小組第三名出局。
自2005年盧基離開西班牙效力國外球會後，在球隊上場機會不多，表現不濟，加上西班牙優秀球員不少，盧基至今未能再入選國家隊。

## 外部連結
- 西甲 盧基數據 （页面存档备份，存于） （西班牙文）
- 西班牙國家隊 盧基數據 （西班牙文）
- 足球数据库：盧基的球员统计数据
- 盧基官方網頁
- 盧基資料 香港紐卡素球迷會